# Penicillium flavigenum
Penicíllium flavígenum (лат.) — вид несовершенных грибов (телеоморфная стадия неизвестна), относящийся к роду Пеницилл (Penicillium).
Подобно близкому виду Penicillium chrysogenum, продуцирует пенициллин.

## Описание
Колонии на CYA бархатистые до шерстистых, на 7-е сутки 2—3 см в диаметре, с обильным сине-зелёным спороношением, с многочисленными каплями ярко-жёлтого экссудата. Реверс ярко-жёлтый, в среду выделяется ярко-жёлтый пигмент. На агаре с солодовым экстрактом (MEA) колонии на 7-е сутки 2,5—3,5 см в диаметре. На агаре с дрожжевым экстрактом и сахарозой (YES) колонии на 7-е сутки 3,5—5 см в диаметре, с ярко-жёлтым реверсом.
При 37 °C иногда образуются микроколонии до 4 мм в диаметре.
Конидиеносцы трёхъярусные, с прижатыми и расходящимися веточками. Веточки 15—22 мкм длиной и 3—4 мкм толщиной. Метулы цилиндрические, 8—12 мкм длиной. Фиалиды цилиндрические, с короткой широкой шейкой, 7—9 × 2,3—2,5 мкм. Конидии почти шаровидные до шаровидных, 2,5—4 × 2,3—3,5 мкм, гладкостенные.

### Отличия от близких видов
Penicillium chrysogenum и Penicillium rubens отличаются лимонно-жёлтым реверсом на YES и более высокой скоростью роста на CYAS.

## Экология и значение
Широко распространённый гриб, выделяемый из пустынных (в том числе из холодных пустынных) почв, с пшеницы.
Продуцент пенициллина и ксантоциллина X, а также токсинов рокфортина C и пенитрема A.

## Таксономия
Penicillium flavigenum Frisvad & Samson, Mycol. Res. 101 (5): 622 (1997).